# Очковый стахирис
Очковый стахирис (лат. Zosterornis whiteheadi) — вид воробьиных птиц из семейства белоглазковых (Zosteropidae).

## Описание
Птица средних размеров, длина 15 см, вес 17—28 г.
Питаются семенами, фруктами, насекомыми и пауками.
Эндемик филиппинского острова Лусон. Живут обычно в горных лесах на высотах выше 800 м (хотя встречаются иногда и на высоте около 100 м, и в измененной человеком среде).
Международный союз охраны природы присвоил виду охранный статус «Вызывающие наименьшие опасения» (LC).

## Классификация
Международный союз орнитологов выделяет 2 подвида с ареалами:
- Zosterornis whiteheadi sorsogonensis (Rand & Rabor, 1967) — юг Лусона
- Zosterornis whiteheadi whiteheadi Ogilvie-Grant, 1894 — север и центр Лусона